# Мали, Кристиан
Кристиан Фридрих Мали (нем. Christian Mali, род. 6 октября 1832 г. Утрехт — ум. 1 октября 1906 г. Мюнхен) — немецкий художник голландского происхождения. Младший брат голландского художника Йоханнеса Мали, сестра была женой художника Питера Ф.Петерса.

## Жизнь и творчество
Кристиан Мали был младшим в семье с 10 детьми. После смерти отца в 1833 году мать с детьми переезжает в Вюртемберг. Мали осваивает профессию ксилографа, и до 1858 года работает в Штутгарте. Затем переселяется к своему брату Яну в Мюнхен, где в 1860 году знакомится с художником Антоном Брайтом, ставшим на всю жизнь ближайшим другом Мали.
Основой тематики работ К.Мали были пейзажи. После поездки в Италию художник также занимается архитектурной живописью. В 1865 году Мали переезжает в Дюссельдорф, а затем в Париж, где учится у Констана Труайона и увлекается анималистической живописью. В 1905 году К.Мали присваивается почётное гражданство города Бибераха, родины А.Брайта. После смерти К.Мали, согласно его воле, похоронили на католическом кладбище Бибераха, рядом с могилой его друга А.Брайта. Всё своё состояние (более 60 тысяч рейхсмарок), художественное ателье и работы последних лет К.Мали завещал городу Бибераху.
В память о художниках А.Брайте и К.Мали городской художественно-исторический музей Бибераха назван Музей Брайта-Мали.

## Галерея

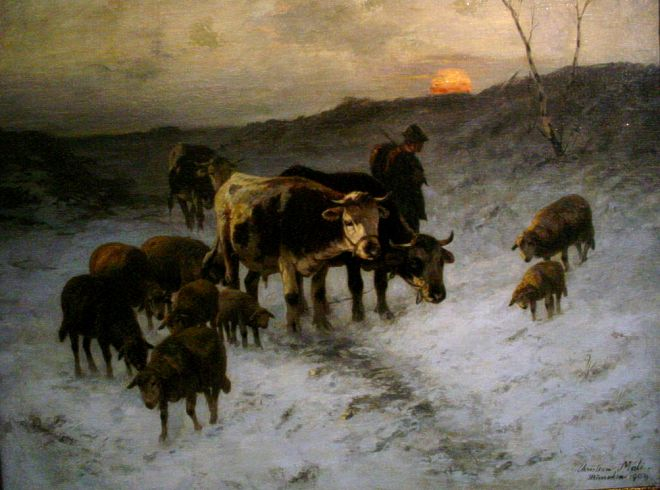
Зимний вечер, возвращение с рынка (1904)
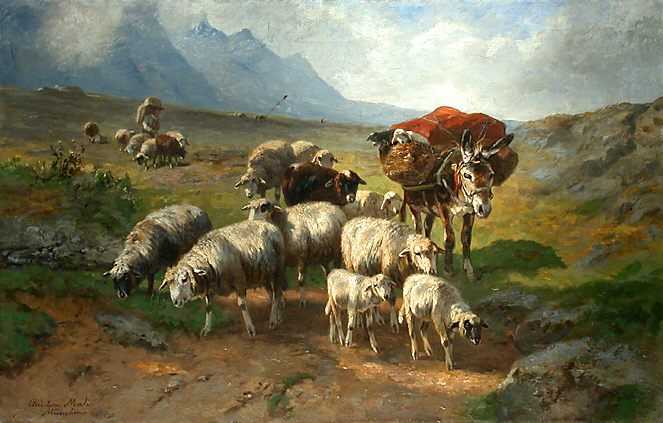
Стадо овец с осликом
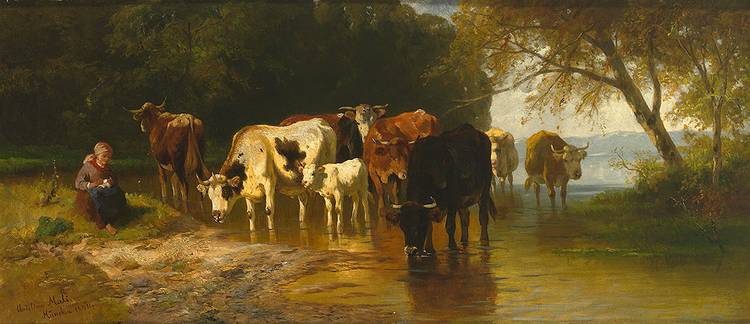
Девочка и коровы
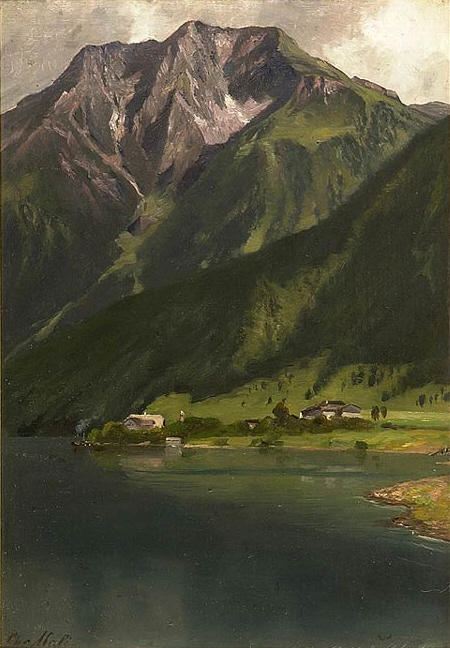
Озеро Ахен (Ахензее)
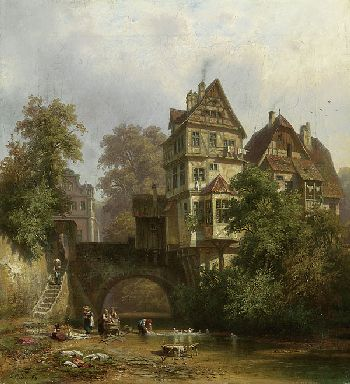
Эсслинген